# 도덕을 위한 철학 통조림
《도덕을 위한 철학 통조림》은 일반 서적의 단순한 설명, 어렵고 딱딱한 설명 형식과 달리 대화체 형식으로 구성되어 있고 철학에서 말하는 여러 가지 사상의 윤리들을 다루고 있는 도서이다.
이 책은 총 두 권이며, 고등학교 권장도서로 뽑히기도 한다.
딸과 아빠를 등장인물로 두었으며, 이 책의 저자는 김용규이다.

## 기타
김용규는 이 책에서 예수의 말, "누가 너의 왼 뺨을 치거든 오른뺨마저 내주어라"라는 말을 언급했다.
그런데 김용규는 예수의 그 말이 도덕의 참된 정의에 어긋난다며 종교에서 강조하는 이타성은 종교적 교훈으로 윤리적 교훈과 구별해야 한다고 주장했다.
1. ↑  양보와 협력이 아닌 희생은 윤리의 정의에 부합하지 않는 것이다.